# Hypericum huber-morathii
Hypericum huber-morathii är en johannesörtsväxtart som beskrevs av Robson. Hypericum huber-morathii ingår i släktet johannesörter, och familjen johannesörtsväxter. Inga underarter finns listade i Catalogue of Life.